# Гришин, Иван Тимофеевич
Ива́н Тимофе́евич Гри́шин (18 июля 1911, Хворощевка, Рязанская губерния — 23 декабря 1985, Москва) — советский партийный и государственный деятель, дипломат, заместитель министра внешней торговли СССР (1959—1985). Чрезвычайный и полномочный посол.

## Биография
Член ВКП(б) с 1931 года. В 1948 году окончил Высшую партийную школу при ЦК ВКП(б).
- В 1925—1927 годах — ученик слесаря на предприятиях Московской области.
- В 1927—1931 годах — заведующий клубом Электрозавода в Москве.
- В 1931—1933 годах — председатель постройкома, секретарь ячейки ВКП(б) завода «Электросталь» Московской области.
- В 1933—1935 годах — курсант полковой школы, секретарь полкового бюро ВЛКСМ в городах Иваново, Горький.
- В 1935—1937 годах — парторг прокатного цеха завода «Электросталь» Московской области.
- В 1937—1939 годах — секретарь Ногинского горкома ВЛКСМ Московской области, Рязанского обкома ВЛКСМ, заведующий отделом руководящих комсомольских органов ЦК ВЛКСМ в Москве.
- В 1939—1940 годах — заместитель председателя Комиссии партийного контроля при ЦК ВКП(б).
- В 1940—1942 годах — уполномоченный Комиссии партийного контроля при ЦК ВКП(б) по Новосибирской области.
- В 1942—1945 годах — председатель исполнительного комитета Новосибирского областного Совета.
- В 1945—1948 годах — слушатель ВПШ при ЦК ВКП(б).
- В 1948—1949 годах — второй секретарь Сталинградского обкома.
- В 1949—1955 годах — первый секретарь Сталинградского обкома и горкома ВКП(б)-КПСС (секретарь горкома партии до января 1951 года, обкома — до декабря 1955 года). Руководил строительством Волго-Донского судоходного канала им. В. И. Ленина.
- С 11 декабря 1955 по 20 февраля 1960 года — чрезвычайный и полномочный посол СССР в Чехословацкой Республике.
- В 1959—1985 годах — заместитель министра внешней торговли СССР.

Член ЦК КПСС (1952—1961). Депутат Верховного Совета СССР 3—4 созывов.
Похоронен на Новодевичьем кладбище.

## Государственные награды
- 3 ордена Ленина,
- орден Октябрьской Революции,
- 5 орденов Трудового Красного Знамени.